# Brownlowia tabularis
Brownlowia tabularis är en malvaväxtart som beskrevs av Jean Baptiste Louis Pierre. Brownlowia tabularis ingår i släktet Brownlowia och familjen malvaväxter. Inga underarter finns listade i Catalogue of Life.